# Желтушка гекла
Желтушка гекла, или желтушка тундровая (лат. Colias hecla), — дневная бабочка из семейства желтушки (Colias). Длина переднего крыла 19-24 мм. У самки чёрная перевязь по краям крыльев прорезана многочисленными желтыми «окошечками», а не сплошная, как у самца. Впервые вид был описан из Гренландии, где, кроме него другие желтушки (Colias) не встречаются.

## Этимология латинского названия

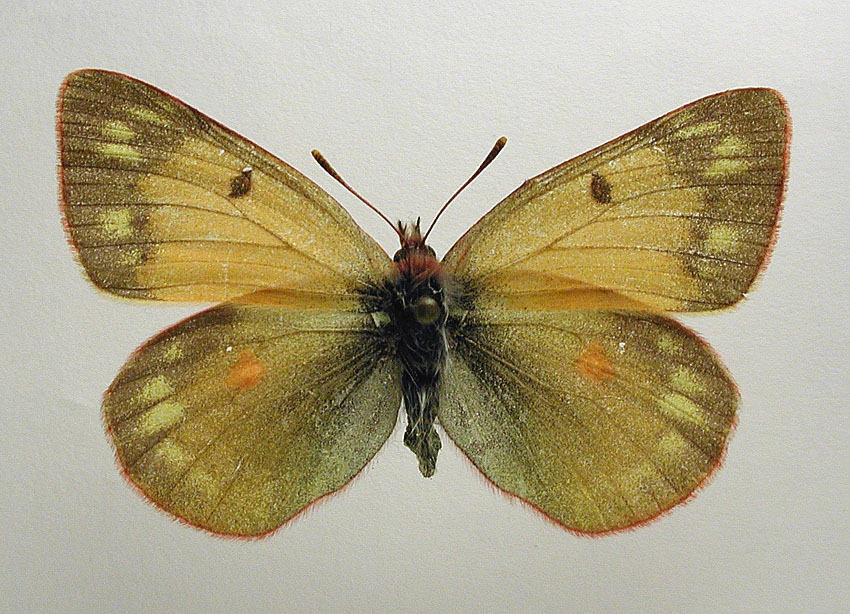
Самка

Гекла (топонимическое) — гора в Швеции.

## Ареал и места обитания
Арктическая тундра Евразии, арктическая Америка, Гренландия.
Бабочки населяют разнотравные луговые сообщества в поймах рек, луговинные и мохово-кустарничковые тундры, луговые стации, иногда — антропогенные участки: железнодорожные насыпи, открытые тундровые луга у населенных пунктов.

## Биология
За год развивается в одном поколении. Время лёта в июне — июле.
Бабочки встречаются на открытых солнечных луговых участков с различными бобовыми растениями — астрагалами, копеечниками, остролодочниками.
Самки откладывают яйца на листья кормовых растений. Спустя 12 — 14 недель рождаются гусеницы, которые зимуют под подстилкой на земле, вероятно, дважды. Кормовые растения гусениц: астрагал альпийский (Astragalus alpinus), Astragalus, люцерна, люцерна посевная. Куколка на стеблях трав и кустарничков, также может зимовать.

## Охрана
Вид включён в «Красную книгу Европейских дневных бабочек» с категорией SPEC3 — вид, обитающий как в Европе, так и за её пределами, но находящийся на территории Европы под угрозой исчезновения.